# Alisyn Camerota
Alisyn Lane Camerota (née le 21 juin 1966) est une journaliste et commentatrice politique américaine. Elle anime actuellement CNN Tonight de 22 h à 23 h. Elle était auparavant présentatrice de l'émission du matin de CNN New Day, co-animatrice de l'émission de l'après-midi de CNN Newsroom ainsi que présentatrice à Fox News. Camerota a couvert des sujets à l'échelle nationale et internationale. Elle a été nommée à deux reprises pour un Emmy Award. Camerota a notamment couvert les conséquences de l'ouragan Harvey à Houston, les attentats terroristes de Paris et de Bruxelles et la fusillade de l'école de Parkland. Elle a interviewé les étudiants survivants de Parkland et des représentants de la National Rifle Association dans les heures qui ont suivi la fusillade. Camerota a organisé des dizaines de panels avec des partisans de Donald Trump et a couvert le Mouvement MeToo.
En dehors de son rôle de journaliste de référence de New Day, Camerota a été associée à un certain nombre d'émissions spéciales aux heures de grande écoute, notamment Tipping Point: Sexual Harassment in America et The Hunting Ground: Sexual Assault on Campus. Avant de rejoindre CNN, Camerota a travaillé pendant de nombreuses années chez Fox News, notamment dans le cadre de la franchise Fox and Friends et en tant que co-animatrice de Fox and Friends Weekend. Elle a écrit un premier roman, Amanda Wakes Up, sur une jeune journaliste idéaliste qui se retrouve en position privilégiée sur une chaîne d'information câblée lors d'une course présidentielle folle. Ce roman a été publié par Viking en 2017, et a été sélectionné par NPR comme l'un des meilleurs livres de l'année. Il a été considéré par O, The Oprah Magazine comme « à lire absolument ».

## Biographie

### Éducation et débuts
Camerota est diplômé de l'École de communication de l'Université américaine de Washington, DC avec un diplôme en journalisme audiovisuel.
Avant de rejoindre Fox, Camerota a travaillé dans plusieurs stations différentes, notamment WHDH à Boston et WTTG à Washington DC, et America's Most Wanted. Elle a aussi travaillé sur des documentaires aux heures de grande écoute de Ted Koppel chez Koppel Communications.

### Fox News
Camerota rejoint le réseau de la Fox en février 1998 en tant que correspondant pour le bureau de Boston. En octobre 2007, Camerota lance un blog sur la page Fox and Friends du site web de Fox News Channel appelé In the Greenroom. En novembre 2007, Fox and Friends lance un segment web, The After the Show Show, que présentait les présentateurs de Fox and Friends Brian Kilmeade, Steve Doocy et Gretchen Carlson, parfois avec des invités ou des membres de l'équipe de l'émission. Ces vidéos étaient disponibles ultérieurement sur la page Fox and Friends du site Web de Fox News Channel. Camerota était co-animatrice de l'édition du week-end de ce programme, en plus d'apparaître régulièrement dans l'édition du vendredi de Fox and Friends 1st.
Camerota commence à co-animer « le siège de l'actualité américaine » avec Bill Hemmer le 30 septembre 2013, du lundi au vendredi 12 h à 13 h tranche horaire ET. Elle co-anime également Fox and Friends Weekend avec Clayton Morris et Dave Briggs. Sa dernière émission sur ce programme était le 28 septembre 2013. En fin d'après-midi, le 14 mars 2014, Camerota marque la fin de sa carrière de 16 ans avec le réseau Fox dans un adieu à son public de l'après-midi. Camerota est harcelé sexuellement par le président-directeur général de Fox News, Roger Ailes. Ceci a été brièvement décrit par Tricia Helfer dans le film Scandale.

### CNN
Le 14 juillet 2014, CNN et CNN International annoncent que Camerota avait rejoint l'équipe de l'actualité de CNN. Elle co-présente le New Day de CNN le matin du vendredi 25 juillet 2014 et du 25 août 2014 et en 2015 devient co-présentatrice permanente de New Day, dont l'audience aurait augmenté de 9 % après son arrivée.
Le lundi 19 avril 2021, Camerota a commencé à co-animer CNN Newsroom de 14 h à 16 h avec Victor Blackwell. En septembre 2022, Camerota est choisie pour servir d'hôte intérimaire de CNN Tonight avec Jake Tapper et Laura Coates tout au long des élections de mi-mandat de 2022 où elle a dirigé le journal de 22 heures. En janvier 2023, elle est choisie pour animer en permanence le journal de 22 heures de CNN Tonight.

### Amanda Wakes Up
Camerota a écrit Amanda Wakes Up, un roman qu'elle commence à écrire en prenant des notes de ses interviews de candidats à l'élection présidentielle américaine de 2012. Les notes se sont développées en un roman basé sur ses 25 années de travail pour le secteur de l'information. Elle écrit le livre avec le désir de rappeler aux lecteurs l'importance du vrai journalisme. La critique de livres Lincee Ray de l'Associated Press a écrit que le roman offre « une bonne dose de ce que signifie peser l'ambition contre la vérité,. »

## Vie privée
Camerota est d'origine italo-américaine. Originaire de Shrewsbury, dans le New Jersey, elle et son mari ont des filles jumelles fraternelles conçues par fécondation in vitro en 2005 et un fils qui a été conçu naturellement en 2007. En 2010, elle est apparue sur The Today Show pour discuter de ses problèmes d'infertilité et a été l'animatrice de la Night of Hope Celebration des associations nationales d'infertilité. Le couple vit désormais à Westport, dans le Connecticut.